# Maulichères
Maulichères település Franciaországban, Gers megyében. Lakosainak száma 157 fő (2022. január 1.). Maulichères Saint-Martin-d’Armagnac, Caumont, Sarragachies, Tarsac és Riscle községekkel határos.

## Népesség
A település népességének változása:
| Lakosok száma | 179  | 173  | 207  | 156  | 172  | 171  | 169  | 164  | 161  | 157  |
|               | 1968 | 1982 | 1990 | 2006 | 2013 | 2015 | 2017 | 2019 | 2020 | 2022 |